# Olvid
Olvid — зашифрованное приложение для обмена мгновенными сообщениями, выпускаемое с 2019 года одноимённой французской компанией. Это мобильное приложение было сертифицировано ANSSI в 2020 и 2021 годах, и французские администрации рекомендуют использовать его внутри страны.

## Платформа
Приложение Olvid доступно в виде мобильного приложения на платформах Google Play и App Store.
В 2022 году Olvid, Oodrive и Tixeo объединили усилия в целях создания альтернативной французской платформы для онлайн-управления проектами и программного обеспечения для совместной работы с наиболее конфиденциальными данными администраций, министерств и жизненно важных операторов (OIV).

## Компания Olvid
Компания Olvid получает компенсацию в зависимости от модели лицензирования своего программного обеспечения и количества учётных записей в его платной версии. Компания не раскрывает свои доходы, но первоначально она была профинансирована грантом French Tech Emergence в рамках конкурса i-Lab в размере 350 000 евро, предоставленного Bpifrance. Затем в компанию вложил деньги частный инвестор.
В 2023 году в компании Olvid насчитывалось 15 работников, и по данным СМИ L’Informé она могла привлечь 1,75 миллионов евро средств.

## Лицензии на программное обеспечение
Исходный код клиентских программ Olvid бесплатен и распространяется по лицензии AGPLv3.
Исходная программа серверной программы Olvid находится под проприетарной лицензией. Компания Olvid сообщает, что сервер, используемый для рассылки сообщений, размещён в веб-сервисах Amazon и что серверное программное обеспечение, которое она планирует выпустить по открытой лицензии, будет не версией, используемой для общедоступной сети, а версией, ограниченной несколькими сотнями учётных записей.

## Безопасность
Компания Olvid заявляет о высоком уровне безопасности, обеспечиваемой с помощью специально разработанных криптографических протоколов. Согласно оценке экспертов по безопасности, представленной в ноябре 2023 года, надёжность ещё не гарантирована из-за слишком ограниченного использования.
В 2020 году его код был открыт в общедоступной программе по обнаружению ошибок YesWeHack для выявления уязвимостей, которые необходимо исправить.
Приложения Olvid получают сертификат безопасности первого уровня (CSPN) ANSSI в 2020 году для версии 0.8.2 клиента для iOS и в 2021 году для версии 0.9.2 клиента для Android..
В 2021 году приложение, работающее на телефонах, стало бесплатным, а исходные программы клиентских приложений для смартфонов Android и iOS были опубликованы в репозитории Olvid на GitHub.

## Использование
По состоянию на 22 ноября 2023 года приложением пользуются 100 000 человек. С этого момента и по 13 декабря 2023 года приложения из магазинов приложений Apple и Google были загружены не менее 150 000 раз.

### Использование администрациями Франции
В 2022 году RAID, подразделение Национальной полиции Франции, объявило, что уже более года использует Olvid для обеспечения связи между всеми своими членами и защиты анонимности полицейских.
В ноябре 2023 года премьер-министр Франции Элизабет Борн официально потребовала развернуть приложение Olvid или Tchap на телефонах и компьютерах членов правительства и кабинетов министров «не позднее 8 декабря 2023 г.».

## Отзывы во Франции
В циркуляре от 22 ноября 2023 года, разосланном министерствам службами премьер-министра, говорится об интеграции решения Olvid под заголовками «кибербезопасность» и «повышение технологического суверенитета». Эти два аспекта стали предметом комментариев в прессе.
Во-первых, обсуждается техническое соответствие решения поставленным задачам. Как указано в общедоступных спецификациях, хранение данных приложения частично возложено на «облако» американских серверов Amazon Web Services. С одной стороны, это ставит под сомнение совместимость решения с «так называемым правилом „R9“ правительственной доктрины „облако в центре“», которое призвано помешать судье третьего государства — здесь подразумеваются Соединённые Штаты — через закон об облаке перехватывать данные, несмотря на их шифрование. С другой стороны, отсутствие у решения квалификации SecNumCloud вызывает вопросы, поскольку эта квалификация ожидается в рамках инфраструктур облачного типа в соответствии с репозиторием безопасности, разработанным ANSSI.
Во-вторых, вызывает вопросы экстерриториальный характер части инвестиций в данное решение. По данным СМИ L’Informé, инвестор Бруно Шеррер, ранее работавший в Lehman Brothers, а ныне являющийся резидентом Швейцарии, в 2022 году выделил 1,75 миллион евро на 16 % капитала Olvid в личном качестве и через фонд — Phi Square Holdings, компанию, зарегистрированную в соответствии с законодательством Люксембурга.